# Athletic Futbol Club de Palma
L'Athletic Futbol Club (originalment dit Athletic Football Club) va ser un club de futbol de Palma (Mallorca, Illes Balears), fundat l'any 1922 i que el 1942 fou absorbit pel Balears Futbol Club per formar l'actual Club Esportiu Atlètic Balears.

## Història

### Orígens
El 13 de setembre de 1922 fou fundat el Athletic Futbol Club, quan part dels socis del Balear FC varen marxar per fundar el nou club. Els socis del recentment fundat club sotscrigueren accions de cinc duros per costejar el naixement de la nova entitat i llogar el terreny de joc. El llogueral responia a la necessitat de tenir un camp en condicions i deixar de jugar en descampats oberts, de superfície irregular, sense grades ni mesures reglamentàries, llavors molt habitual.
El local social va quedar ubicat en el Cafè Reñidero de la plaça de l'Olivar núms. 3-4. El terreny de joc va ser el camp de sa Punta (situat a la confluència de les carreteres de Sóller i Valldemossa), avui desaparegut i situat entre els carrers de Francesc Suau, Poeta Guillem Colom, Alfons el Magnànim i Joan Valls. Tenia unes dimensions de 98 x 60 metres i una capacitat de 2.800 espectadors, 1.000 asseguts i 1.800 de drets.
La indumentària de l'Athletic FC constava de samarreta amb franges verticals roig-i-verdes i calçons negres. A partir del 1933 va canviar la samarreta roig-i-verda per roig-i-blanca, similar a la de l'Athletic Club de Bilbao. El seu primer president va ser Antoni Forteza Pinya (1901-1969), que també ho havia estat del Balear FC.

### Evolució
Poc després de la seva fundació el club va iniciar la seva singladura fent partits amistosos i altres tornejos, sense participar encara en competicions oficials del Campionat de Balears des de la temporada 1926-27. La temporada 1928-29 ascendí a primera categoria, limitant-se gairebé sempre a mantenir la categoria i sempre amb èxit.
La seva etapa més brillant va arribar a la temporada 1939-40 quan va obtenir fins a tres títols oficials: el Campionat de Mallorca, la Lliga Mallorca i la Lliga Balear, essent l'únic equip que pogué trencar l'absolut domini del CD Mallorca i del CE Constància d'Inca en aquells anys. Des de l'any 1940 va participar en la Primera Regional de Mallorca, aconseguint igualment bons resultats. Tot i els bons resultats assolits, continuava essent un club petit.
A principis de l'any 1941 el club va canviar el seu nom Athletic Football Club pel de Club Deportivo Atlético, obeint les directrius del règim franquista que obligaven a castellanitzar tota la terminologia esportiva.

### Desaparició
L'Ajuntament de Palma va aprovar l'any 1942 un pla d'urbanització de la zona on es trobava el camp de sa Punta, la qual cosa obligava al club a abandonar-lo. Com el club no disposava de recursos per aconseguir-ne un de nou estava abocat a la desaparició, va iniciar contactes amb altres clubs de la ciutat per estudiar una fusió.
Primer va contactar amb el CD Mallorca, però després d'arribar a un preacord de fusió es varen rompre les negociacions: el CD Atlético volia que el nou club es digués Atlético-Mallorca, mentre els mallorquinistes no volien cap canvi. Llavors l'Athletic FC va contactar amb el CF Baleares, amb qui s'arribà a un acord signat el 25 de maig de 1942, ratificat per les directives dels clubs dia 27 i per la Federació Balear el 19 de juny.
L'acord fou plasmat jurídicament com un procés de fusió, però a efectes pràctics va ser un procés de fusió per absorció del CF Baleares sobre el CD Atlético: la massa social balearica era més nombrosa que l'atlètica i la seva essència humil es va imposar a l'atlètica, més de classe mitjana. La nova entitat va heretar la històrica rivalitat amb el RCD Mallorca transmesa a través del CF Baleares, en detriment del CD Atlético qui mantenia una relació més cordial amb els bermellons. El CD Atlético va aconseguir que el seu nom figurés en el nom de la nova entitat (Atlético-Baleares en comptes de Baleares), però la resta dels seus trets d'identitat (colors, camp i escut) varen desaparèixer.

## Estadístiques

### Temporades
- Primera Categoria del Campionat de Mallorca (11): 1929-30 a 1939-40
- Segona Categoria del Campionat de Mallorca (2): 1926-27 i 1928-29
- Primera Regional de Mallorca (2): 1940-41 i 1941-42

### Campionat de Mallorca
| - 1926-27: 2a Categoria (1r) (*) - 1927-28: 1a Categoria (**) - 1928-29: 2a Categoria (1r) - 1929-30: 1a Categoria (4t) | - 1930-31: 1a Categoria (5è) - 1931-32: 1a Categoria (4t) - 1932-33: 1a Categoria (4t) - 1933-34: 1a Categoria (3r) | - 1934-35: 1a Categoria (5è) - 1935-36: 1a Categoria (4t) - 1936-37: 1a Categoria (4t) - 1937-38: 1a Categoria (6è) | - 1938-39: 1a Categoria (4t) - 1939-40: 1a Categoria (1r) |

 - Campionat de lliga 

 - Ascens 

 - Descens
(*) L'Athletic FC fou campió del seu grup, però no ascendí en la fase d'ascens 

(**) Campionat escindit de la Federació Balear

### Campionat nacional de Lliga
- 1940-41: 1a Regional (3r)
- 1941-42: 1a Regional (4t)

### Copa d'Espanya
En qualitat de Campió de Mallorca, el club tingué dret a participar en la Copa d'Espanya.
- 1939-40: Eliminat a la primera ronda

| 1/16 de final | Local        | Resultat | Visitant     |
| ------------- | ------------ | -------- | ------------ |
| Anada         | Athletic FC  | 2-2      | FC Barcelona |
| Tornada       | FC Barcelona | 7-0      | Athletic FC  |

## Palmarès
- Campionat de Mallorca de Primera Categoria (1):  1940
- Lliga Mallorca (1):  1940 (*)
- Lliga Balear (1):  1940 (**)
- Campionat de Mallorca de Segona Categoria (1):  1929
- Subcampionat de Mallorca de Segona Categoria (1): 1927
- Subcampió de Lliga Mallorca (2): 1939, 1941

(*) Disputada des del 1936 fins als anys 50 pels equips de 1a Categoria i part de 2a Categoria de Mallorca després de la Lliga 

(**) Disputada pels guanyadors de la Lliga Mallorca i la Lliga Menorca